# Diorit
Diorit er navnet på en kornet eruptiv dybbjergart. Den består af natriumrig plagioklas, feldspat, biotit, hornblende og/eller pyroxen. Diorit er grå eller grønliggrå og ofte mørk. Dioritter med et højt indhold af kvarts kaldes kvartsdioritter. Diorit forekommer gerne i yderkanten af områder, hvor magma er trængt ind, men kan også forekomme selvstændigt. 
Det er en forholdsvis sjælden bjergart i Skandinavien. Den benyttes til statuer og bygningsdele lige som granit.
- Dioritstatue af Gudea, Mesopotamien ca. 2100 f.Kr., Metropolitan Museum of Art
- Diorit-Porfyrvase fra det prædynastiske Egypten, ca. 3600 f.Kr.; ca. 30 cm.